# Le Cabaret des filles perverses
Pour plus de détails, voir Fiche technique et Distribution.
Le Cabaret des filles perverses ou Blue Rita (Das Frauenhaus) est un film franco-suisse réalisé par Jesús Franco, sorti en 1977.

## Fiche technique
- Titre original : Das Frauenhaus
- Titre français : Le Cabaret des filles perverses ou Blue Rita
- Titre québécois : La maison des filles
- Réalisation : Jesús Franco
- Scénario : Jesús Franco
- Pays d'origine :  Suisse |  France
- Format : couleur - 1,66:1 - Mono
- Genre : policier, action, thriller
- Date de sortie : 1977

## Distribution
- Martine Fléty : Blue Rita
- Sarah Strasberg : Franchesa
- Dagmar Bürger : Sun
- Pamela Stanford : Gina
- Guy Delorme : Bergen
- Olivier Mathot : Sebascki
- Henri Guégan : Inspecteur Tanner